# Plectiscidea capitosa
Plectiscidea capitosa är en stekelart som först beskrevs av Per Abraham Roman 1909.  Plectiscidea capitosa ingår i släktet Plectiscidea och familjen brokparasitsteklar. Arten är reproducerande i Sverige. Inga underarter finns listade i Catalogue of Life.